# Enrico Alberto di Cossé-Brissac
Enrico Alberto di Cossé-Brissac, duca di Brissac (castello di Brissac, 16 marzo 1645 – castello di Brissac, 29 dicembre 1698), è stato un nobile francese.

## Biografia
Acquistò il marchesato di Thouarcé dagli eredi di Charles du Bellay. A 25 anni possedeva due ducati, Brissac e Beaupreau, due marchesati, Thouarcé e Gonnord, la contea di Chemillé, nove baronie e sette castellanie. Radunò sotto la sua protezione gli atei militanti e aggressivi, i libertini.
Dilapidò il suo denaro e quello di sua moglie e la sperperò la sua proprietà fu sequestrata nel 1680. I suoi creditori gli diedero ulteriori soldi, ma di nuovo finì in bancarotta nel 1686: furono intavolati numerosi processi, che, alla sua morte, non erano ancora terminati. Morì senza figli, facendo estinguere il suo ramo della famiglia.

## Ascendenza
|                                           |                                         |                                                | Genitori                                      |  |  | Nonni |  |  | Bisnonni                             |  |  | Trisnonni                             |  |
|                                           |                                         |                                                |                                               |  |  |       |  |  | Charles II de Cossé, duca di Brissac |  |  | Charles II de Cossé, conte di Brissac |  |
|                                           |                                         |                                                |                                               |  |  |       |  |  | Charles II de Cossé, duca di Brissac |  |  | Charles II de Cossé, conte di Brissac |  |
|                                           |                                         | Charlotte Le Sueur d'Esquetot                  |                                               |  |  |       |  |  | Charles II de Cossé, duca di Brissac |  |  |                                       |  |
| François de Cossé, duca di Brissac        |                                         |                                                |                                               |  |  |       |  |  | Charles II de Cossé, duca di Brissac |  |  |                                       |  |
|                                           |                                         | Judith d'Acigné                                | Jean VIII, signore d'Acigné                   |  |  |       |  |  |                                      |  |  |                                       |  |
|                                           |                                         | Judith d'Acigné                                | Jean VIII, signore d'Acigné                   |  |  |       |  |  |                                      |  |  |                                       |  |
|                                           |                                         | Judith d'Acigné                                | Jeanne du Plessis, signora della Bourgongière |  |  |       |  |  |                                      |  |  |                                       |  |
| Louis de Cossé, duca di Brissac           |                                         | Judith d'Acigné                                |                                               |  |  |       |  |  |                                      |  |  |                                       |  |
|                                           |                                         | Gilles de Ruellan, marchese della Ballue       | Jean III de Ruellan, barone di Fougères       |  |  |       |  |  |                                      |  |  |                                       |  |
|                                           |                                         | Gilles de Ruellan, marchese della Ballue       | Jean III de Ruellan, barone di Fougères       |  |  |       |  |  |                                      |  |  |                                       |  |
|                                           |                                         | Gilles de Ruellan, marchese della Ballue       | …                                             |  |  |       |  |  |                                      |  |  |                                       |  |
| Guyonne de Ruellan                        |                                         | Gilles de Ruellan, marchese della Ballue       |                                               |  |  |       |  |  |                                      |  |  |                                       |  |
|                                           |                                         | Françoise Miolais                              | …                                             |  |  |       |  |  |                                      |  |  |                                       |  |
|                                           |                                         | Françoise Miolais                              | …                                             |  |  |       |  |  |                                      |  |  |                                       |  |
|                                           |                                         | Françoise Miolais                              | …                                             |  |  |       |  |  |                                      |  |  |                                       |  |
| Henri-Albert de Cossé, duca di Brissac    |                                         | Françoise Miolais                              |                                               |  |  |       |  |  |                                      |  |  |                                       |  |
|                                           | Charles de Gondi, marchese di Belle-Île | Albert de Gondi, marchese di Belle-Île         |                                               |  |  |       |  |  |                                      |  |  |                                       |  |
|                                           | Charles de Gondi, marchese di Belle-Île | Albert de Gondi, marchese di Belle-Île         |                                               |  |  |       |  |  |                                      |  |  |                                       |  |
|                                           | Charles de Gondi, marchese di Belle-Île | Claude Catherine de Clermont, duchessa di Retz |                                               |  |  |       |  |  |                                      |  |  |                                       |  |
| Henri de Gondi, duca di Retz              | Charles de Gondi, marchese di Belle-Île |                                                |                                               |  |  |       |  |  |                                      |  |  |                                       |  |
|                                           |                                         | Antoinette d'Orléans-Longueville               | Léonor d'Orléans, duca di Longueville         |  |  |       |  |  |                                      |  |  |                                       |  |
|                                           |                                         | Antoinette d'Orléans-Longueville               | Léonor d'Orléans, duca di Longueville         |  |  |       |  |  |                                      |  |  |                                       |  |
|                                           |                                         | Antoinette d'Orléans-Longueville               | Marie II de de Bourbon, contessa di Saint-Pol |  |  |       |  |  |                                      |  |  |                                       |  |
| Marguerite-Françoise de Gondi             |                                         | Antoinette d'Orléans-Longueville               |                                               |  |  |       |  |  |                                      |  |  |                                       |  |
|                                           |                                         | Guy de Scépeaux, duca di Beaupréau             | Guy, signore di Scépeaux                      |  |  |       |  |  |                                      |  |  |                                       |  |
|                                           |                                         | Guy de Scépeaux, duca di Beaupréau             | Guy, signore di Scépeaux                      |  |  |       |  |  |                                      |  |  |                                       |  |
|                                           |                                         | Guy de Scépeaux, duca di Beaupréau             | Charlotte de La Marzellière                   |  |  |       |  |  |                                      |  |  |                                       |  |
| Jeanne de Scépeaux, duchessa di Beaupréau |                                         | Guy de Scépeaux, duca di Beaupréau             |                                               |  |  |       |  |  |                                      |  |  |                                       |  |
|                                           |                                         | Marie de Rieux, signora di Chastel e Marcé     | Guy I de Rieux, visconte di Donges            |  |  |       |  |  |                                      |  |  |                                       |  |
|                                           |                                         | Marie de Rieux, signora di Chastel e Marcé     | Guy I de Rieux, visconte di Donges            |  |  |       |  |  |                                      |  |  |                                       |  |
|                                           |                                         | Marie de Rieux, signora di Chastel e Marcé     | Anne du Chastel, viscontessa di Dinan         |  |  |       |  |  |                                      |  |  |                                       |  |
|                                           |                                         | Marie de Rieux, signora di Chastel e Marcé     |                                               |  |  |       |  |  |                                      |  |  |                                       |  |